# Nueva área de Lanzhou
La Nueva área de Lanzhóu (en chino tradicional: 蘭州新區; chino simplificado: 兰州新区; pinyin: Lánzhōu xīnqū). Es un distrito especial económico y político bajo la administración directa de la ciudad-prefectura de Lanzhou, provincia de Gansu, en el corazón geográfico de la República Popular China. Se creó el 3 de agosto de 2010 por la séptima sesión de la undécima convención del consejo municipal de Lanzhóu. Su área es de 806 km² y su población es de 250 000 habitantes (2018).
El 20 de agosto de 2012 la nueva área de Lanzhóu fue aprobada por el Consejo de Estado del gobierno central de la República Popular China como el quinto distrito especial económico y político (seguido de Pudong de Shanghái, Binhai de Tianjin, Liangjiang de Chongqing y Zhoushan de Zhejiang).